# BMW Open 2025
BMW Open 2025 byl tenisový turnaj na mužském profesionálním okruhu ATP Tour, hraný v areálu MTTC Iphitos. Padesátý první ročník BMW Open probíhal mezi 14. a 20. dubnem 2025 v německém Mnichově na antukových dvorcích.
Turnaj dotovaný 2 500 000 eury patřil poprvé do kategorie ATP Tour 500, do níž byl s událostmi v Dallasu a Dauhá povýšen z úrovně ATP Tour 250. S tím se zvýšil počet singlistů z dvaceti osmi na třicet dva a součástí čtyřhry se stala kvalifikace. Nejvýše nasazeným singlistou byl opět třetí tenista světa Alexander Zverev z Německa, jenž zasáhl do jedenáctého ročníku v řadě. Jako poslední přímý účastník do dvouhry nastoupil italský 61. hráč žebříčku Luciano Darderi. V důsledku invaze Ruska na Ukrajinu na konci února 2022 řídící organizace tenisu ATP, WTA a ITF s grandslamy rozhodly, že ruští a běloruští tenisté mohli dále na okruzích startovat, ale do odvolání nikoli pod vlajkami Ruska a Běloruska.
Dvacátý čtvrtý singlový titul na okruhu ATP Tour, a šestý v úrovni ATP 500, vybojoval Alexander Zverev. Třetí mnichovskou trofejí vyrovnal Kohlschreiberův turnajový rekord a vrátil se na 2. místo žebříčku. Třetí společný titul ze čtyřher ATP si odvezli Švéd André Göransson s Nizozemcem Semem Verbeekem. Poprvé triumfovali v kategorii ATP 500.

## Rozdělení bodů a finančních odměn

### Rozdělení bodů
| Soutěž  | Soutěž      | vítězové | finalisté | semifinalisté | čtvrtfinalisté | 16 v kole | 32 v kole | Q  | Q2 | Q1 |
| ------- | ----------- | -------- | --------- | ------------- | -------------- | --------- | --------- | -- | -- | -- |
| dvouhra | [ 3 ] [ 7 ] | 500      | 330       | 200           | 100            | 50        | 0         | 25 | 13 | 0  |
| čtyřhra | [ 8 ] [ 9 ] | 500      | 300       | 180           | 90             | 0         | —         | 45 | 25 | 0  |

### Finanční odměny
| Soutěž                                | Soutěž      | vítězové  | finalisté | semifinalisté | čtvrtfinalisté | 16 v kole | 32 v kole | Q2      | Q1      |
| ------------------------------------- | ----------- | --------- | --------- | ------------- | -------------- | --------- | --------- | ------- | ------- |
| dvouhra                               | [ 3 ] [ 7 ] | 467 485 € | 251 555 € | 134 065 €     | 68 490 €       | 36 560 €  | 19 500 €  | 9 995 € | 5 605 € |
| čtyřhra                               | [ 8 ]       | 153 570 € | 81 900 €  | 41 440 €      | 20 720 €       | 10 730 €  | —         | —       | —       |
| částky ve čtyřhře jsou uvedeny na pár |             |           |           |               |                |           |           |         |         |

## Mužská dvouhra

### Nasazení

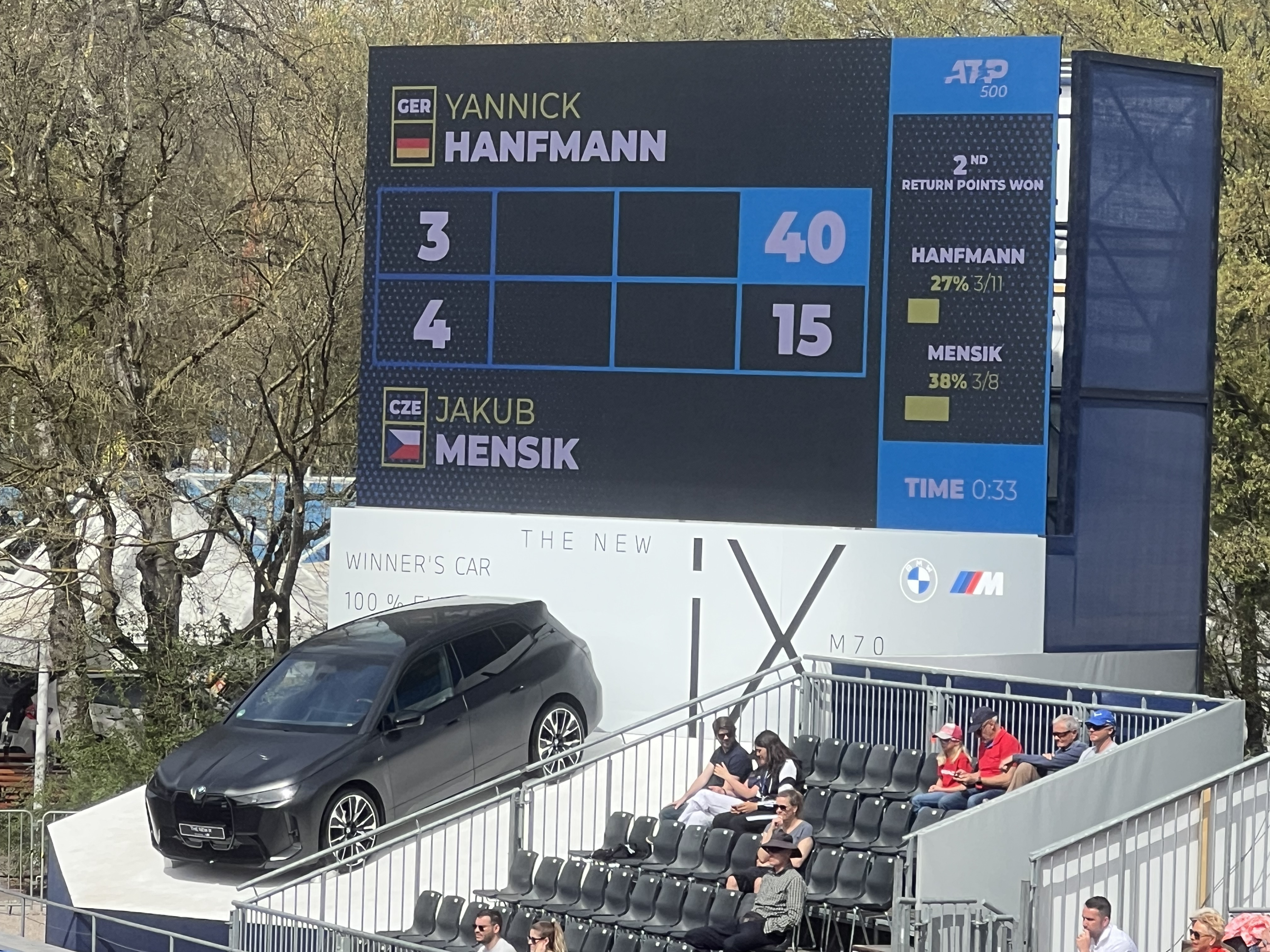
Výsledková tabule v zápase Hanfmanna s Menšíkem. Vítěz turnaje získal vyjma finanční prémie i elektromobil titulárního partnera, BMW iX M70 (na obrázku).

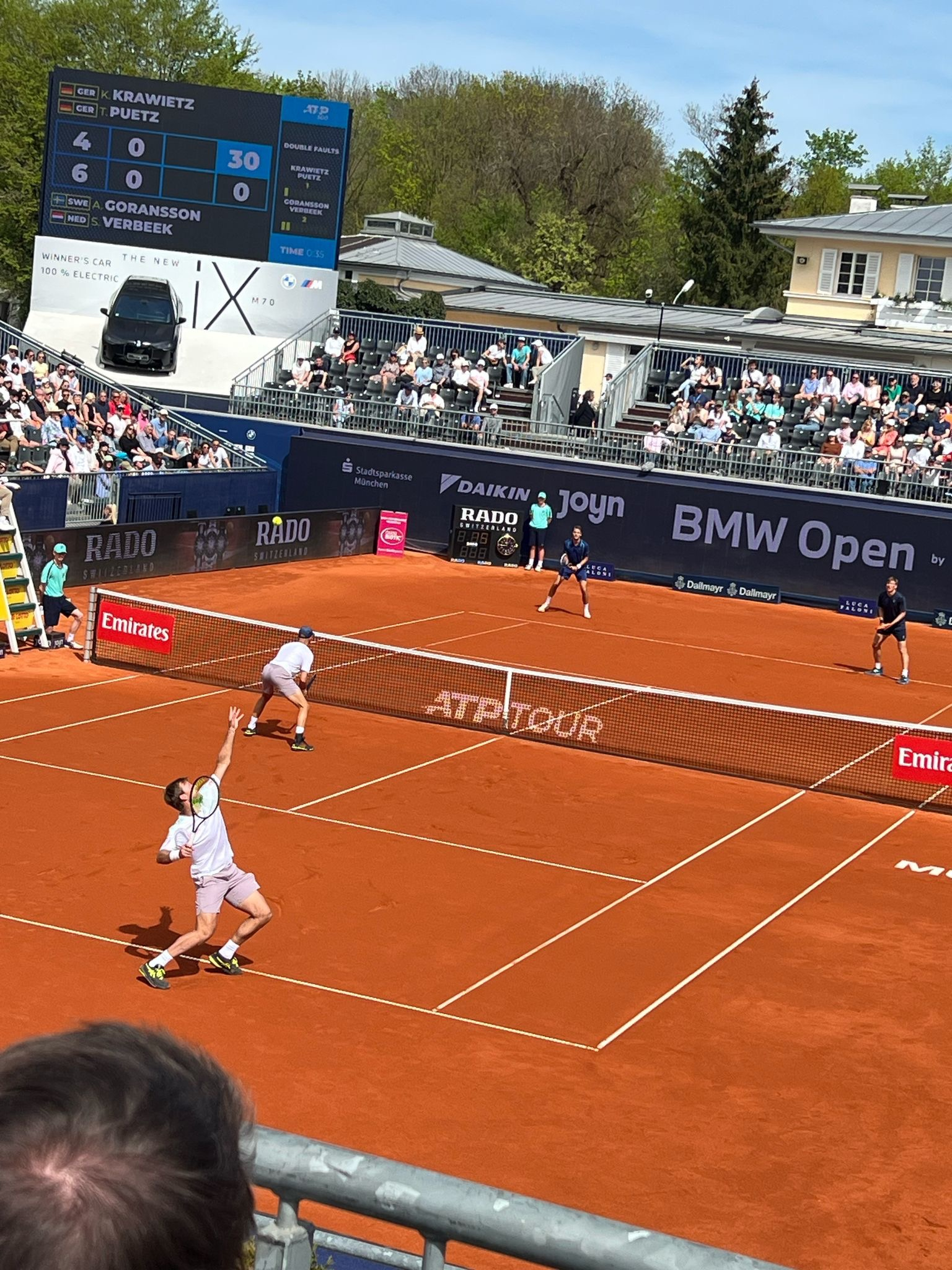
Finále čtyřhry při zahájení druhé sady

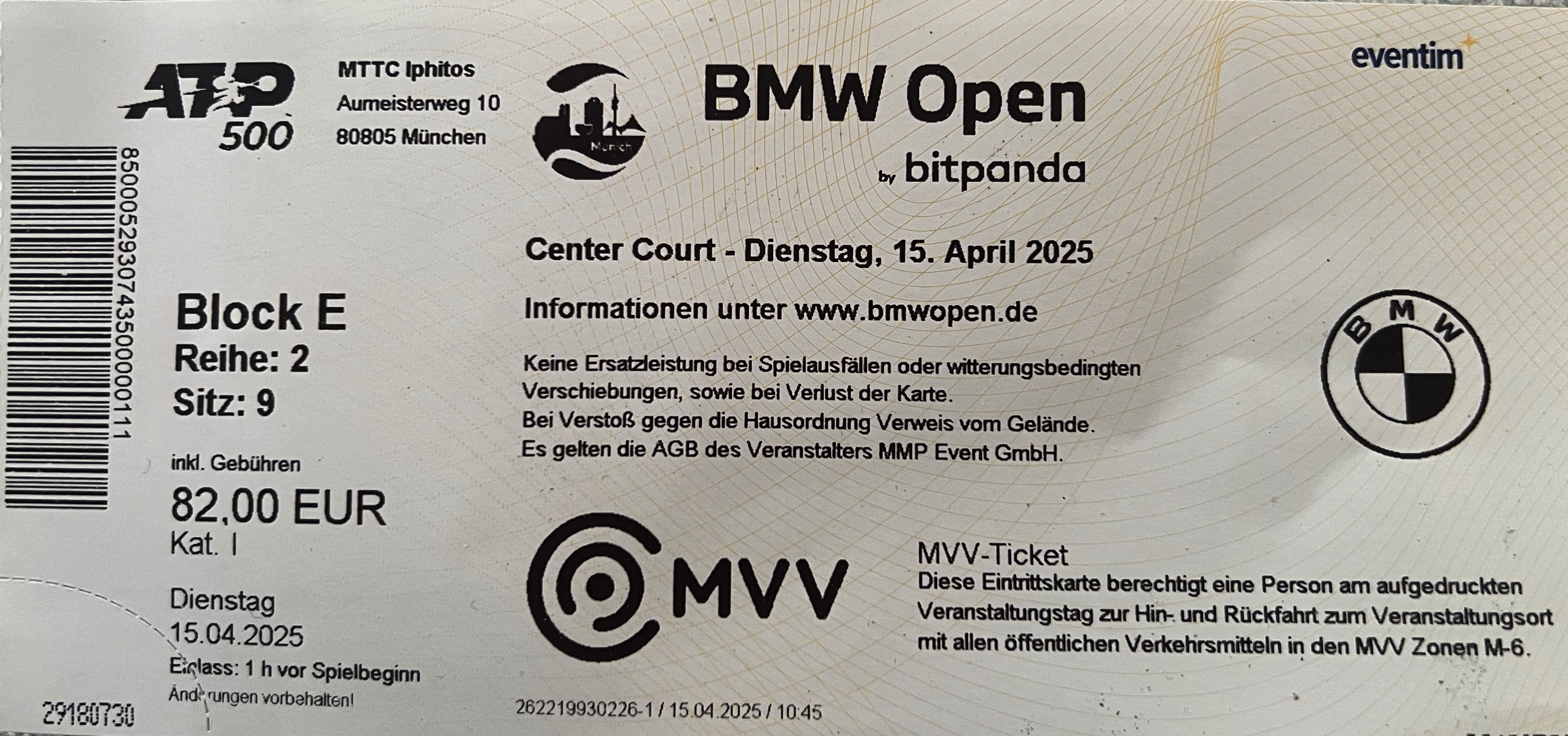
Vstupenka na ročník 2025

| Stát                         | Hráč                  | ATP | Nasazení |
| ---------------------------- | --------------------- | --- | -------- |
| Německo                      | Alexander Zverev      | 2.  | 1.       |
| USA                          | Ben Shelton           | 14. | 2.       |
| Kanada                       | Félix Auger-Aliassime | 19. | 3.       |
| Francie                      | Ugo Humbert           | 20. | 4.       |
| Argentina                    | Francisco Cerúndolo   | 22. | 5.       |
| Česko                        | Jakub Menšík          | 23. | 6.       |
| Česko                        | Jiří Lehečka          | 28. | 7.       |
| Kanada                       | Denis Shapovalov      | 29. | 8.       |
| Žebříček ATP k 7. dubnu 2025 |                       |     |          |

### Jiné formy účasti
Následující hráči obdrželi divokou kartu do hlavní soutěže:
- Daniel Altmaier
- Justin Engel
- Yannick Hanfmann

Následující hráči postoupili z kvalifikace:
- Alexandr Bublik
- Ceng Čchun-sin
- Borna Gojo
- Learner Tien

Následující hráči postoupili z kvalifikace jako šťastní poražení:
- Diego Dedura-Palomero
- Billy Harris
- Christopher O'Connell
- Alexandr Ševčenko
- Botic van de Zandschulp

### Odhlášení
před zahájením turnaje
- Matteo Berrettini → nahradil jej  Mariano Navone
- Nuno Borges → nahradil jej  Billy Harris
- Čang Č’-čen → nahradil jej  Fábián Marozsán
- Taylor Fritz → nahradil jej  Jakub Menšík
- Quentin Halys → nahradil jej  Alexandr Ševčenko
- Hubert Hurkacz → nahradil jej  David Goffin
- Jiří Lehečka → nahradil jej  Christopher O'Connell
- Gaël Monfils → nahradil jej  Diego Dedura-Palomero
- Alejandro Tabilo → nahradil jej  Botic van de Zandschulp

## Mužská čtyřhra

### Nasazení
| Stát                                                                                   | Hráč               | Stát      | Hráč             | ATP | Nasazení |
| -------------------------------------------------------------------------------------- | ------------------ | --------- | ---------------- | --- | -------- |
| Německo                                                                                | Kevin Krawietz     | Německo   | Tim Pütz         | 17. | 1.       |
| Španělsko                                                                              | Marcel Granollers  | Argentina | Horacio Zeballos | 21. | 2.       |
| USA                                                                                    | Christian Harrison | USA       | Evan King        | 51. | 3.       |
| Spojené království                                                                     | Jamie Murray       | USA       | Rajeev Ram       | 52. | 4.       |
| Žebříček ATP k 7. dubnu 2025; číslo je součtem žebříčkového postavení obou členů páru. |                    |           |                  |     |          |

### Jiné formy účasti
Následující páry obdržely divokou kartu do hlavní soutěže:
- Andreas Mies /  Jan-Lennard Struff
- Jakob Schnaitter /  Mark Wallner

Následující pár postoupil z kvalifikace:
- Justin Engel /  Max Hans Rehberg

Následující pár nastoupil z pozice náhradníka:
- Guido Andreozzi /  Théo Arribagé

### Odhlášení
před zahájením turnaje
- Matthew Ebden /  John Peers → nahradili je  Guido Andreozzi /  Théo Arribagé

## Přehled finále

### Mužská dvouhra
- Alexander Zverev vs.  Ben Shelton, 6–2, 6–4

### Mužská čtyřhra
- André Göransson /  Sem Verbeek vs.  Kevin Krawietz /  Tim Pütz, 6–4, 6–4